# 1572
1572 (MDLXXII) var ett skottår som började en tisdag i den julianska kalendern.

## Händelser

### Maj
- 14 maj – Sedan Pius V har avlidit den 1 maj väljs Ugo Boncompagni till påve och tar namnet Gregorius XIII.

### Juni
- 27 juni – Johan III och hertig Karl (IX) träffas på Borgholms slott och delar upp de gods de ärvt efter sin mor mellan sig och den tredje brodern Magnus. Senare samma dag delar de dock upp Magnus andel mellan sig, med hänvisning till hans sinnessjukdom.

### Augusti
- 11 augusti – Ryssland avger en officiell krigsförklaring mot Sverige.
- 24 augusti – Under Bartolomeinatten, parisiska blodsbröllopet, massakreras franska protestanter (hugenotter) i Paris av katoliker i samband med bröllopet mellan Henrik av Navarra och Margareta av Valois.

### November
- 11 november – En ny stjärna blossar upp i stjärnbilden Cassiopeia och lyser några månader. Den beskrivs av Tycho Brahe i hans verk De Nova Stella (Den nya stjärnan).[1]

### Okänt datum
- En ny svensk kyrkoordning antas vid ett kyrkomöte i Uppsala.
- För första gången görs en totalberäkning av den svenska statsbudgeten. Rikets utgifter överstiger vida dess inkomster.
- Uppsala slott brinner ner och Franciscus Pahr får kungligt uppdrag att leda återuppbyggnaden.
- Riddarholmskyrkan i Stockholm restaureras.
- Stockholm drabbas av en pestepidemi.
- Spanjorerna besegrar den siste inkan Túpac Amaru i ett krig och Vilcabamba bränns och överges.

## Födda
- 1 februari – Ellen Marsvin, dansk länsman.
- 8 november – Johan Sigismund av Brandenburg, morfar till drottning Kristina.
- Regina Basilier, tysk-svensk affärsidkare.

## Avlidna
- 1 maj – Pius V, född Antonio Ghislieri, helgon, påve sedan 1566.
- 2 juni – Thomas Howard, 4:e hertig av Norfolk, brittisk statsman (avrättad).
- 26 augusti – Pierre de la Ramée, fransk kristen filosof (mördad).
- 24 september – Túpac Amaru, den siste inkan.
- 30 september – Franciskus Borja, spansk präst, jesuit och helgon.
- 23 november – Agnolo Bronzino, italiensk målare.
- 12 december – Loredana Marcello, italiensk dogaressa och botaniker.

### Fotnoter
1. ↑  Så funkar rymden, Stuart Atkinson, 1990